# منجم زكوندر
منجم زكوندر (بالإنجليزية: Zgounder mine)‏ هو منجم للمعادن النفيسة في جبل سيروا (علو القمة 3304 متر) بالجماعة القروية أسكاون على بعد حوالي 140 كيلومترا شمال شرق تارودانت بالمملكة المغربية.
قرب دوار اولوس يبعد عند ما يقل عن 1 كلم

## الإستغلال
تم استغلال منجم زكوندر خلال الفترة الممتدة من 1982 و2002، من طرف المكتب الوطني للهيدروكاربورات والمعادن والشركة المنجمية لتويسيت. في يناير 2012، أصبح استغلال هذا المنجم في الوقت الحالي من صلاحيات الشركة الكندية «مايا كولد أند سيلفر» (85 في المائة) والمكتب الوطني للهيدروكاربورات والمعادن (15 في المائة) ليتم استغلاله مجددا منذ منتصف 2014.
نفس الشركة مايا كولد اند سيلفر غيرة اسمها الى ايا كولد اند سيلفر 
هذه الشكرة بدورها قامت بعدة توسيعات للمنجم على أراضي دوار اولوس بنسبة كبيرة وبعض الدواوير المجاورة متل دوار تمالوت و ميال و تيتال 
مازالت لحد الساعة في التوسيع 01.10.2024

## أهم المعادن
- الفضة